# Полиция
Полицията е държавна структура, част от изпълнителната власт, която отговаря за прилагането на закона и поддържане на обществения ред, противодействие на престъпността, оказване на съдействие на гражданите, държавните органи и обществените организации при осъществяване на законните им права и интереси.
В Република България действа единният европейски телефон за спешни случаи 112. Старите спешни телефони – 150 /бърза помощ/, 160 /пожарна/, 166 /полиция/, ще продължат да работят /в обозримо бъдеще/, но ще бъдат пренасочвани към единния център за спешни повиквания /тел. 112/. Във всички страни от ЕС телефонът за спешни случаи е 112, във Великобритания е 999, а в Северна Америка е 911.

## Полицейски правомощия
Полицейските правомощия са правата и задълженията, които са предоставени на полицията с цел поддържане на реда и сигурността в обществото. Тези правомощия варират от държава до държава, но обикновено включват следните:
- Право да арестуват лица, които са извършили престъпления или са заподозрени в извършването им.
- Право да претърсват притежанията на лица, заподозрени в извършване на престъпления, и да изземат доказателства.
- Право да спират и контролират движението на автомобили и други транспортни средства.
- Право да издават глоби и да налагат други административни наказания.
- Право да използват сила, ако е необходимо, за да защитят обществения ред и сигурност.

Полицейските правомощия са често подложени на критика и дебати, особено във връзка с потенциалното злоупотребяване на тези правомощия. Злоупотребата с полицейски правомощия и свободното тълкуване на закона може да доведат до сериозни нарушения на гражданските права и свободи. Това може да се прояви в различни форми – от неправомерни задържания и арести до злоупотреба с насилие и нарушаване на личното достойнство.
Ако човек смята, че е бил подложен на необосновани проверки или нарушаване на правата си, може да потърси юридическа помощ от адвокат или да подаде жалба към компетентните инстанции – това са вътрешни органи на полицията, които имат тенденция да защитават своите собствени интереси вместо да защитават гражданите. В случаи на злоупотреба или нарушение на правата, отговорните трябва да бъдат дисциплинирани или наказвани в съответствие със закона. Законодателството предвижда санкции за злоупотреба с правомощията на правоприлагащите органи, включително глоби, уволнения или дори наказателни производства, ако се установи, че са нарушени правата на гражданите. В някои случаи, жертвите на злоупотреби могат да получат и компенсации за претърпените от тях щети.

## В отделни страни

### България
Полицията в Република България е част от структурата на Министерство на вътрешните работи (МВР).

## Снимки
- Британски полицай
- Конна полиция, Великобритания
- Полицайка, Канада
- Полицай на колело